# Miguel Aguilar Carrillo
Miguel Aguilar Carrillo (Ciudad de México, 20 de octubre de 1954) es un poeta mexicano.

## Biografía
Nacido en la Ciudad de México, en 1954, obtuvo una licenciatura en química farmacobióloga por la Universidad Nacional Autónoma de México (UNAM). Posteriormente egresó de la Escuela de Escritores de Querétaro la cual forma parte de la Sociedad General de Escritores de México (SOGEM). Fue becario del Centro de Estudios Cervantinos con el proyecto “Pasión por el Quijote” y del Fondo Estatal para la Cultura y las Artes de Querétaro en dos ocasiones.
Se ha desempeñado como coordinador del taller literario y director de la escuela queretana de la SOGEM y ha colaborado para medios como Crónica Municipal, Diario de Querétaro, Direte y Nuevo Milenio. En 2007 fundó la editorial Calygramma, fungiendo a su vez como su director, así mismo forma parte del consejo editorial de la revista Separata.
Es autor de multiples libro de poesía, entre los que se destaca: Oficios de la luz (1996), Laberinto del cuerpo (2006), La cosa en sí es lo que importa (2012), Teologías (y otros problemas didascálicos) (2013), y Cenizas donde hubo un cuerpo (2019). Parte de su obra se encuentra incluída en la antología Esos que no hablan pero están: antología de poetas de Querétaro nacidos entre 1940 y 1969 (2003).

### Premios y reconocimientos
Fue galardonado en 1998 con el Premio Universitario de Poesía otorgado por la Universidad Autónoma de Querétaro (UAQ). Obtuvo el V Premio de Poesía Desiderio García Silva en 2009. Fue ganador del Certamen Internacional de Literatura Sor Juana Inés de la Cruz en 2011 por su obra La cosa en sí es lo que importa. En 2018 recibió el Premio Estatal de Cultura, otorgado por la Secretaría de Cultura de Querétaro.

## Publicaciones seleccionadas

### Antologías
- Aguilar Carrillo, Miguel; De la Vega, José Luis (2003). Esos que no hablan pero están: antología de poetas de Querétaro nacidos entre 1940 y 1969. Querétaro, Querétaro: Fondo Editorial del Estado.

### Poesía
- Aguilar Carrillo, Miguel (1996). Oficios de la luz. México, D. F.: Consejo Nacional para la Cultura y las Artes / Coordinación Nacional de Descentralización (Los Cincuenta) / Consejo Estatal para las Cultura y las Artes de Querétaro.
- Aguilar Carrillo, Miguel (2006). Laberinto del cuerpo. Guanajuato, Guanajuato: Azafrán y Cinabrio (Autores contemporáneos). ISBN 9789709351453.
- Aguilar Carrillo, Miguel (2012). La cosa en sí es lo que importa. Toluca, Estado de México: Consejo Editorial de la Administración Pública Estatal / Fondo Editorial Estado de México (Colección Letras/Poesía) / Secretaría de Educación del Estado de México. ISBN 9786074951790.
- Aguilar Carrillo, Miguel (2013). Teologías (y otros problemas didascálicos). Querétaro, México: Gobierno del Estado de Querétaro / Calygramma (Literatura Portátil. Letras de Querétaro; 4). ISBN 9786079186319.
- Aguilar Carrillo, Miguel (2019). Cenizas donde hubo un cuerpo. Mexiko: Mandorla. ISBN 9786079738969.